# Schermbeck

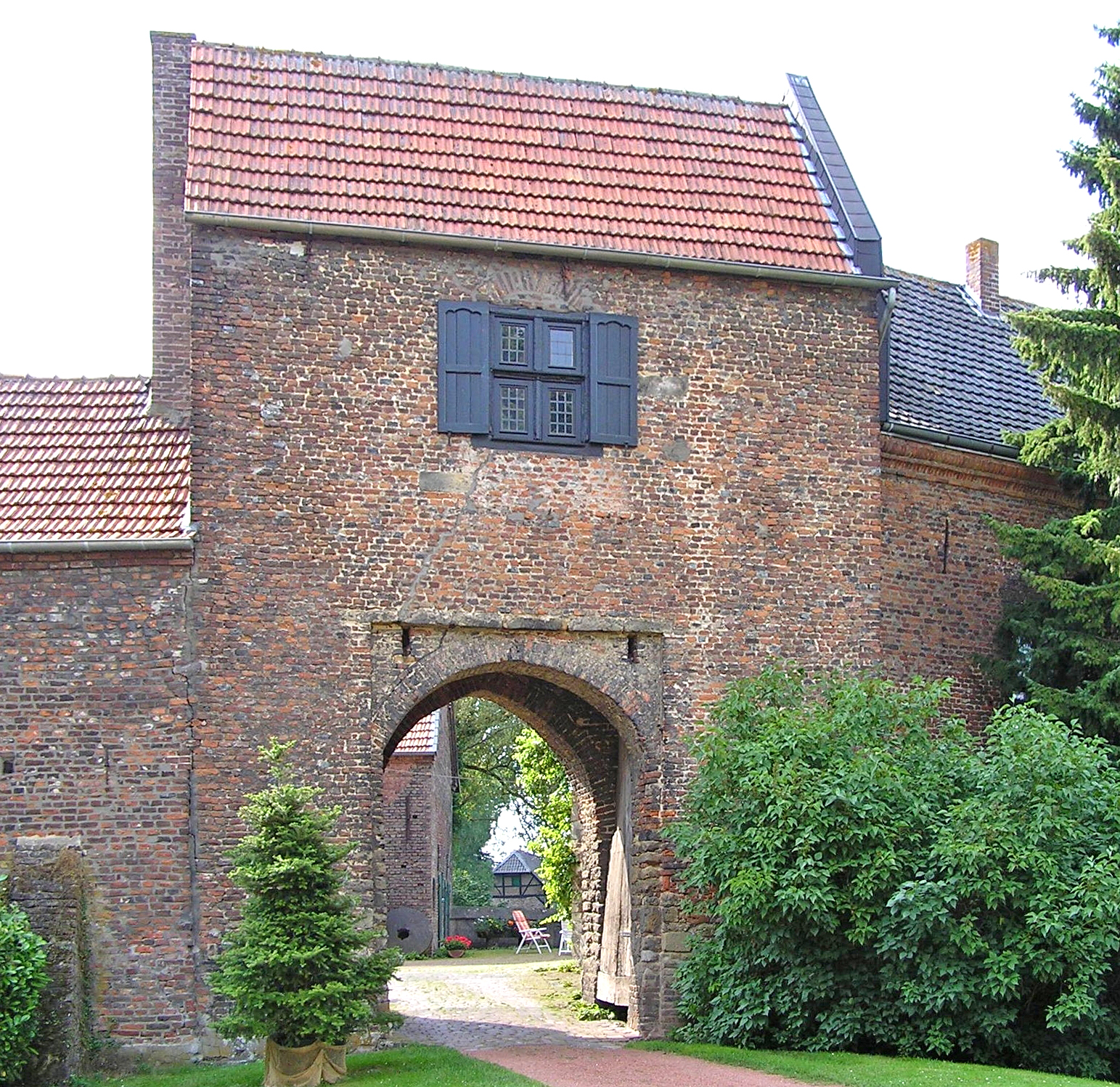
Zamek

Schermbeck – miejscowość i gmina w Niemczech, w kraju związkowym Nadrenia Północna-Westfalia, w rejencji Düsseldorf, w powiecie Wesel. Jest usytuowana blisko rzeki Lippe, ok. 20 km na wschód od miasta Wesel, i ok. 8 km na północny zachód od Dorsten.